# Szent Paraszkiva-fatemplom (Rogoz)
A rogozi Szent Paraszkiva-fatemplom műemlékké nyilvánított épület Romániában, Máramaros megyében. A romániai műemlékek jegyzékében az MM-II-m-A-04617 sorszámon szerepel.